# アフリコ
アフリコ（イタリア語: Africo）は、イタリア共和国カラブリア州レッジョ・カラブリア県にある、人口約3,000人の基礎自治体（コムーネ）。

## 地理

### 位置・広がり
アフリコの市街（アフリコ・ヌオーヴォ）は、レッジョ・ディ・カラブリアの東約43kmに位置する。。
アフリコの町域は、イオニア海にほど近い平野部（アフリコ・ヌオーヴォ、「新アフリコ」）と、アスプロモンテ山中の大きな飛び地（アフリコ・ヴェッキオ、「旧アフリコ」）の2つに分かれている。この村は本来アスプロモンテ山中の「旧アフリコ」に所在していたが、20世紀半ばの洪水被害により、平野部に新市街を建設して移転したものである。

#### 隣接コムーネ
隣接するコムーネは以下の通り。
- ビアンコ
- ブルッツァーノ・ゼッフィーリオ
- ボーヴァ
- コゾレート
- ログーディ
- サーモ
- サンターガタ・デル・ビアンコ
- スタイーティ

### 主要な集落
アスプロモンテの山麓に位置するアフリコ・ヴェッキオ（Africo Vecchio）は、1951年10月の洪水による被害を受け、廃村となった。無人となった旧集落の廃墟は、アスプロモンテ国立公園 (Aspromonte National Park) の中にある。
アフリコ・ヌオーヴォ（Africo Nuovo）は、アフリコ・ヴェッキオの北東約15km、イオニア海沿岸の平野部に位置するビアンコ近郊に建設された。

## 歴史

### アフリコ・ヴェッキオ
アフリコ (Africo) という地名の由来ははっきりしない。ある説によれば、「開けた」「日当たりがよい」といった意味を持つラテン語 apricus から来ているという（この語はさらにギリシャ語の aprokos にさかのぼる）。また別の説では、ラテン語で「アフリカから吹く風」を意味する africus ventus に由来すると信じられている。
本来のアフリコの集落（アフリコ・ヴェッキオ）は、9世紀ごろにデリア（現在のボーヴァ）から移り住んだ人々によって建設された。1195年、神聖ローマ皇帝ハインリヒ6世によって、この地はレッジョ・カラブリア大司教に封土として与えられた。以後、1806年にカラブリアの封建領主制度が解体されるまで、その状態であった。
1783年のカラブリア地震 (1783 Calabrian earthquakes) では町の一部が損壊し、6名の死者が出た。地震による被害は1905年、1908年（メッシーナ地震）にも出ている。
20世紀前半、アフリコはカラブリア内陸部住民が置かれた悲惨な状況（飢餓・水害・放浪・離散）の象徴として語られるようになる。1931年、カラブリアの著述家コラード・アルバロは、アフリコを苦しめた飢餓を描いている。1946年、Umberto Zanotti Bianco はアフリコの人々についての著書 Tra la perduta gente を出版し、切迫した状況と飢餓を描いている。これらの本が出版された当時、アフリコの街への交通も整備されてはおらず、ラバに6 - 7時間ゆられるほかに手段はなかった。
1948年、ジャーナリストの Tommaso Besozzi と写真家の Tino Petrelli は、雑誌『L’Europeo』に Africo, symbol of disparity と題するドキュメンタリー記事を掲載し、アフリコの人々の悲惨な状況と飢餓を描いた。一連の記録写真が伝えた状況は国民世論に強い衝撃を与え、「南部問題」の再認識に結びつくこととなった。

### アフリコ・ヌオーヴォ
旧市街から15kmほど離れた、イオニア海沿岸のビアンコの近郊に、新市街（アフリコ・ヌオーヴォ）が建設された。1949年以降、アフリコの住民が移住が進められるようになった。
1951年10月15日から18日にかけて、洪水と地滑りが発生し、アフリコ・ヴェッキオの町とその近隣の Casalinuovo の集落を破壊した。住民たちは、ボーヴァ・マリーナや、レッジョ・ディ・カラブリア、フィウマーラ・ディ・ムーロなどに避難した。